# Stas Sjurins
Stas Sjurins, egentligen Stanislav Sjurin (lettiska: Stas Šurins), född 1 juni 1990 i Riga, är en lettisk sångare. Han har både ryskt och lettiskt medborgarskap. Han är mest känd för att ha vunnit det ukrainska TV-programmet Fabryka zirok år 2010.

## Biografi
Sjurins föddes under sovjettiden i Lettlands nuvarande huvudstad Riga, där han började sjunga och dansa vid 4 års ålder. År 2009 framträdde han för första gången inför större publik då han deltog i den ukrainska versionen av "Star Academy", Fabryka zirok. I april 2010 hölls en superfinal av tävlingen, vilken Sjurins vann. 
Under våren 2011 deltog Sjurins i den ukrainska versionen av Let's Dance, Tantsi z Zirkami. Han dansade tillsammans med Elena och tillsammans vann de hela tävlingen efter att i finalen ha vunnit över skådespelerskan Lilija Rebrik. 
Under våren 2010 deltog Sjurins i Ukrainas uttagning till Eurovision Song Contest tillsammans med sångerskan Erika och låten "Ne shodi s uma". Vid finalen, som vanns av Alyosha, slutade de på en tionde plats med 22 poäng. 

## Diskografi

### Singlar
- 2010: Dozjd (Дождь)
- 2010: Bud soboj (Будь собой)
- 2010: Zyma (Зима)
- 2011: Davaj znakomytsja (Давай знакомиться)
- 2011: Chvatyt (Хватит)